# Detritivora gynaea
Detritivora gynaea is een vlindersoort uit de familie van de prachtvlinders (Riodinidae), onderfamilie Riodininae.
Detritivora gynaea werd in 1824 beschreven door Godart.